# ويندي فرنسيس
ويندي فرنسيس (بالإنجليزية: Wendy Francis)‏ هي عضوة مجموعة ضغط أسترالية، ولدت في القرن العشرين.